# Lémance
A Lémance folyó Franciaország területén, a Lot jobb oldali mellékfolyója.

## Földrajzi adatok
A folyó Dordogne megyében, Prats-du-Périgord-nál Cahorstól 40 km-re északnyugatra ered, 210 m magasan, és Fumel városkánál Bergeractól 55 km-re délkeletre, ömlik be a Lot-ba. Hossza 34,5 km, a vízgyűjtő terület nagysága 270 km².

## Megyék és helységek a folyócska mentén
- Dordogne : Prats-du-Périgord, Besse, Villefranche-du-Périgord és Lavaur.
- Lot-et-Garonne : Sauveterre-la-Lémance, Saint-Front-sur-Lémance, Cuzorn és Fumel

## Külső hivatkozások
- services.sandre.eaufrance.fr
- Folyómenti települések  (francia)